# Prix Richard-von-Mises
Pour les articles homonymes, voir von Mises.
Le prix Richard von Mises est une distinction scientifique décernée chaque année par la Société de mathématiques appliquées et de mécanique (GAMM). Depuis sa création en 1989, le prix est décerné à un jeune scientifique (moins de 36 ans) pour ses réalisations scientifiques exceptionnelles dans le domaine des mathématiques appliquées et de la mécanique. Le prix est remis lors de la cérémonie d'ouverture de la réunion annuelle du GAMM où le lauréat présentera ses recherches lors d'une conférence plénière. Le prix vise à récompenser et à encourager les jeunes scientifiques dont les recherches représentent une avancée majeure dans le domaine des mathématiques appliquées et de la mécanique.
Richard von Mises (1883-1953) était un mathématicien austro-américain qui a travaillé entre autres sur les mathématiques numériques, la mécanique des solides, la mécanique des fluides, les statistiques et la théorie des probabilités.

## Lauréats
Parmi les lauréats figurent : 
- Alexander Mielke (de) (1989)
- Tobias von Petersdorff (1991)
- Peter Fotin (1992)
- Carsten Carstensen (de) (1993)
- Michael Fey (1993)
- Christiane Tretter (1993)
- Franz Marketz (1996)
- Hermann Nirschel (1997)
- Guido Schneider (1997)
- Valery Levitas (1998)
- Michael Ruzicka (1999)
- Peter Eberhard (2000)
- Udo Nackenhorst (2000)
- Martin Rein (2000)
- Herbert Steinrück (2001)
- Britta Nestler (en) (2002)
- Xue-Nong Chen (2002)
- Barbara Niethammer (2003)
- Mark David Groves (2004)
- Bernd Rainer Noack (2005)
- José A. Carrillo (en) (2006)
- Michael Dumbser (2007)
- Tatiana Stykel (2007)
- Chiara Daraio (2008)
- Daniel Balzani (2009)
- Bernd Schmidt (2009)
- Volker Gravemeier (2010)
- Ulisse Stefanelli (2010)[4]
- Oliver Röhrle (2011)
- Swantje Bargmann (2012)
- Dennis M. Kochmann (2013)
- Christian Linder (2013)
- Irwin Yousept (2014)
- Siddhartha Mishra (2015)
- Dominik Schillinger (2015)
- Josef Kiendl (2016)
- Martin Stoll (2016)
- Benjamin Klusemann (2017)
- Christian Kuehn (2017)
- Marc Avila (2018)
- Dietmar Gallistl (2019)
- Philipp Junker (2019)
- Fadi Aldakheel (2020)
- Elisa Davoli (2020)
- Silvia Budday (2021)
- Matti Schneider (2022)